# Lato, którego nie znałam z tobą
Lato, którego nie znałam z tobą (jap. 君としらない夏になる Kimi to shiranai natsu ni naru) – manga autorstwa Keyyang, publikowana na łamach magazynu „Comic Yuri Hime” wydawnictwa Ichijinsha od sierpnia 2021 do lipca 2023. Całość liczy łącznie 3 tomy.

## Fabuła
Historia opowiada o Haru i Hii, które zmęczone myślą o pójściu na studia lub rozpoczęciu poszukiwań pracy, decydują się wyrzucić swoje CV i razem przenieść się na odległą wyspę. Jednak szybko okazuje się, że nawet życie na wyspie wiąże się z pewnymi komplikacjami.

## Publikacja serii
Manga była wydawana w magazynie „Comic Yuri Hime” od 18 sierpnia 2021 do 18 lipca 2023. Wydawnictwo Ichijinsha zebrało jej rozdziały w 3 tankōbonach, wydawanych od 17 marca 2022 do 15 września 2023.
W Polsce prawa do dystrybucji mangi nabyło wydawnictwo Waneko.
| Nr | Język japoński       | Język japoński         | Język polski         | Język polski           |
| Nr | Data wydania         | ISBN                   | Data wydania         | ISBN                   |
| -- | -------------------- | ---------------------- | -------------------- | ---------------------- |
| 1  | 17 marca 2022        | ISBN 978-4-7580-2378-8 | 29 października 2024 | ISBN 978-83-8242-870-4 |
| 2  | 18 października 2022 | ISBN 978-4-7580-2463-1 | 18 grudnia 2024      | ISBN 978-83-8242-871-1 |
| 3  | 15 września 2023     | ISBN 978-4-7580-2596-6 | 29 kwietnia 2025     | ISBN 978-83-8242-872-8 |

## Odbiór
Erica Friedman z Yuriconu skomentowała w swojej recenzji pierwszego tomu, że obecnie seria jest jedną z jej ulubionych lektur w magazynie „Comic Yuri Hime”. Zauważyła, że kreska była „dobra i zła”, a ciągły nacisk na fanserwis może wpłynąć na opinię czytelnika o serii.